# Suursaari (ö i Norra Savolax, Norra Savolax, lat 63,34, long 26,43)
Suursaari är en ö i Finland.   Den ligger i kommunen Pielavesi i den ekonomiska regionen  Övre Savolax ekonomiska region  och landskapet Norra Savolax, i den centrala delen av landet, 400 km norr om huvudstaden Helsingfors.